# Microichthys sanzoi
Microichthys sanzoi is een  straalvinnige vissensoort uit de familie van diepwaterkardinaalbaarzen (Epigonidae). De wetenschappelijke naam van de soort werd voor het eerst geldig gepubliceerd in 1950 door Sparta.
De soort staat op de Rode Lijst van de IUCN als Onzeker, beoordelingsjaar 2007.